# Лихиномицеты
Лихиномицеты (лат. Lichinomycetes) — класс аскомицетовых грибов. Был выделен в 2004 году. В составе всего один порядок — Лихиновые, с тремя семействами. В одном аске развиваются от восьми до ста спор.